# Ophiopogon planiscapus
Ophiopogon planiscapus es una especie de planta perenne, pequeña, de la familia de las asparagáceas. Es nativa de Japón.

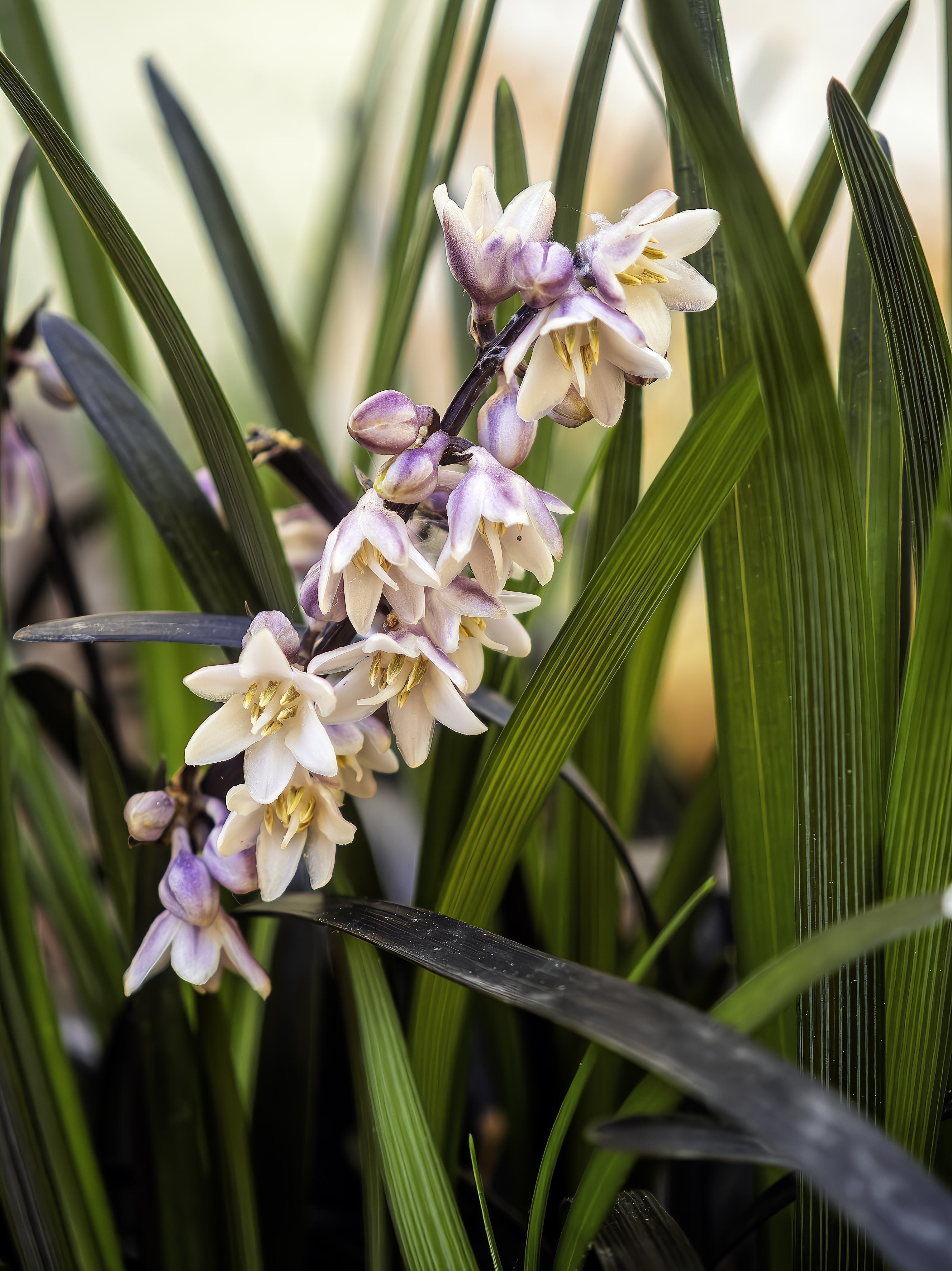
Inflorescencia

## Descripción
Es una planta de hoja perenne que crece de un corto rizoma y tiene mechones de hojas, de la que surgen flores en racimos en el tallo corto por encima de las hojas. Sus hojas cambian de verde a morado oscuro (casi negro) y puede crecer hasta los 20 cm de longitud. Los frutos son cápsulas y contienen semillas de color negro azulado. Esta planta se utiliza comúnmente en jardines de roca o tiestos elevados como planta ornamental.

## Distribución y hábitat
O. planiscapus es originaria de Corea y Japón, donde crece en laderas abiertas y boscosas. No tiene problemas de insectos y enfermedades.

## Taxonomía
Ophiopogon planiscapus fue descrita por Takenoshin Nakai y publicado en Catalogus Seminum et Sporarum in Horto Botanico Universitatis Imperialis Tokyoensis per annos 1915 et 1916 lectorums Imperialis Tokyoensis 33. 1920.
Etimología
'Ophiopogonː nombre genérico que deriva del griego ophis, "serpiente", y pogon, "barba", más probablemente refiriéndose a sus hojas.
planiscapus: epíteto latino que significa "con escapo plano".
Sinonimia
- Mondo planiscapum (Nakai) L.H.Bailey
- Ophiopogon planiscapus f. leucanthus (Makino) Okuyama
- Ophiopogon wallichianus var. leucanthus Makino[6]